# مغربتين تحتاني
مغربتين فرع ال غانم  قرية سوريّة تتبع إداريّاً لمحافظة حلب منطقة عين العرب ناحية صرين، بلغ تعداد سكانها 298 نسمة حسب التعداد السكاني لعام 2004.